# Rayos X de ortovoltaje
Los rayos X de ortovoltaje son producidos por tubos de rayos X que funcionan a tensiones comprendidas entre 100 y 500 kV, por lo que los rayos X tienen una energía de pico comprendida entre 100 y 500 keV. Los rayos X de ortovoltaje se denominan a veces rayos X "profundos" (DXR). Cubren el límite superior de las energías utilizadas para la radiografía de diagnóstico y se emplean en la radioterapia de haz externo para tratar el cáncer y los tumores. Penetran en los tejidos hasta una profundidad útil de unos 4-6 cm. Esto los hace útiles para tratar la piel, los tejidos superficiales y las costillas, pero no estructuras más profundas como los pulmones o los órganos pélvicos. La energía relativamente baja de los rayos X de ortovoltaje hace que interactúen con la materia a través de mecanismos físicos diferentes en comparación con los rayos X de megavoltaje de mayor energía o los rayos γ de radionúclidos, lo que aumenta su eficacia biológica relativa.

## Historia
La energía y la capacidad de penetración de los rayos X producidos por un tubo de rayos X aumentan con el voltaje del tubo. La radioterapia de haz externo comenzó a principios del siglo XX con tubos de rayos X de diagnóstico ordinarios, que utilizaban voltajes inferiores a 150 kV. Los médicos descubrieron que eran adecuados para tratar tumores superficiales, pero no tumores en el interior del cuerpo. Dado que estos rayos X de baja energía se absorbían principalmente en los primeros centímetros de tejido, administrar una dosis de radiación lo suficientemente grande para afectar a los tumores causaría quemaduras graves en la piel.
Por ello, a partir de los años 20 se construyeron aparatos de rayos X de 200-500 kV de "ortovoltaje", que permitían alcanzar tumores superficiales, pero para tratar tumores profundos se necesitaba más voltaje. En las décadas de 1930 y 1940 comenzaron a emplearse los rayos X de megavoltaje producidos por enormes máquinas con 3-5 millones de voltios en el tubo. Con la introducción de los aceleradores lineales en la década de 1970, que podían producir haces de 4-30 MV, los rayos X de ortovoltaje se consideran ahora bastante superficiales.